# You Know My Name (Look Up the Number)
«You Know My Name (Look Up the Number)» es una canción de The Beatles escrita por John Lennon y Paul McCartney. Fue lanzada como sencillo en la cara B junto a "Let It Be", en marzo de 1970. 
Tras la grabación del Sgt Pepper's Lonely Hearts Club Band, los Beatles atravesaron un periodo de tocar en el estudio casi sin presión. Así que cuando Lennon apareció un día con la idea de grabar "You Know My Name (Look Up the Number)", decidieron que lo harían enseguida. McCartney le pidió ver la letra, y Lennon le dijo que eso era la letra (la idea para la letra le vino a John a través de la portada de la guía de teléfonos de Londres, que en la portada llevaba la frase: "You have their name? Look up their number"). 
La canción, que pretendía tener una sola frase repitiéndose, pasó por diferentes sesiones de grabación, con la colaboración del Rolling Stone Brian Jones. En noviembre de 1969, el productor George Martin editó los 6 minutos de canción reduciéndolos a 4 (en la Anthology 2 puede oírse una versión más larga). La intención de Lennon era editar la canción junto con "What's the New Mary Jane" como un sencillo de la Plastic Ono Band. De hecho, incluso se le adjudicó un número de catálogo de Apple y una fecha de lanzamiento (5 de diciembre), pero el hecho es que ese sencillo nunca vio la luz. Finalmente, "You Know My Name (Look Up the Number)" se recuperó como cara B de la canción "Let It Be". Probablemente sea la canción más extraña que alguna vez haya aparecido en un sencillo de los Beatles. 
Las únicas variaciones a la letra fueron introducidas por Lennon al pedir un aplauso para "Denis O’Dell". Denis era de hecho un productor irlandés de películas (productor asociado de A Hard Day's Night) que más tarde pasó a ser director de Apple Films y Apple Publicity. O’Dell tuvo que borrar su nombre de la guía de teléfono al recibir docenas de llamadas... una de ellas, proveniente de los Estados Unidos decía "sabemos tu nombre y ahora tenemos tu número".

## Personal[1]
- John Lennon: Voz, guitarra (Epiphone Casino), maracas, efectos de sonido.
- Paul McCartney: Voz, bajo (Rickenbacker 4001s), piano (Steinway Vertegrand), efectos de sonido.
- George Harrison: Guitarra líder (Epiphone Casino), vibráfono.
- Ringo Starr: Voz, Batería (Ludwig Super Classic) y bongos.
- Mal Evans: Efectos de sonido.
- Brian Jones: Saxofón alto.
- Personal desconocido: silbidos, armónica, maracas, percusión.